# Йоахім Каспер
Йоахім Каспер (нім. Joachim Casper; нар. 1 липня 1959, Мангейм, Баден-Вюртемберг, ФРН) — німецький хокеїст, воротар.

## Кар'єра
Каспер виступав (за виключенням двох років) грав з 1978 по 1992 роки за «Маннхаймер ЕРК». Протягом тривалого часу був другим номером команди після Еріха Вейсгаупта. У сезоні 1979/80 став чемпіоном Німеччини під керівництвом тренера Гайнца Вейзенбаха. У 1992 році Йоахім завершив виступи на професійному рівні, але через три роки відіграв ще чотири матчі у складі «Адлер Мангейм» (клуб змінив назву у 1994 році).